# Аз съм добър, ти си добър
„Аз съм добър, ти си добър“ (на английски: I'm OK, You're OK) от психиатъра и писател Томас Антъни Харис е една от най-продаваните книги за самопомощ. Тя е практическо ръководство за Транзакционния анализ, като метод за решаване на житейски проблеми. От първото си публикуване до 1969 г., популярността на „Аз съм добър, Ти си добър“ постепенно се увеличава, докато през 1972 г. тя е включена в списъка на бестселъри на „Ню Йорк Таймс“ и остава там в продължение на почти две години. Според издателя, към 2015 г. са продадени над 15 милиона копия, а книгата е преведена на повече от дузина езика.

### Контекстът на Харис за книгата
Харис навежда на мисълта, че пионерската работа на мозъчния хирург Уайлдър Пенфийлд относно разкриването на неврологичната основа на паметта може да предложи допълнителни прозрения обосновани спрямо наблюдаемата реалност, пред работата с абстрактни концепции. По-специално, Харис подчертава отчетите от експериментите на Уайлдър, стимулиращи малки области на мозъка на пациенти в съзнание, подложени на мозъчна операция (мозъкът няма никакви рецепторите за болка, така че това може да бъде направено в относително удобство за пациента). Въпреки че пациентите са осъзнавали, че са на операционната маса, стимулирането подтикнало припомняне на конкретни минали събития в ярки детайли – не само факти от събитието, а реално преживяване на „това, което са видели и чули, почувствали и разбрали“, когато споменът е бил създаден. Въз основа на тези експерименти, Харис приема, че мозъкът записва минали преживявания, като запис на аудиокасета. По такъв начин, че е възможно впоследствие минали събития да се изживеят отново с първоначалната си емоционална наситеност.
Харис продължава, свързвайки интерпретацията си относно експериментите на Уайлдър, към работата на Ерик Берн, чийто модел на психотерапия се основава на идеята, че емоционално наситените спомени от детството са запазени и при възрастните. Тяхното влияние може да бъде разбрано, чрез внимателно анализиране на вербалния и невербалния обмен („транзакции“) между хората, откъдето Берн именува своя модел:Транзакционен анализ. Харис вижда големи заслуги в способността на TA да дефинира основни единици, чрез които човешкото поведение може да бъде анализирано – „ласките“, които се дават и получават в „транзакцията“ между двама или повече души, както и стандартизираният език, описващ тези „ласки“. Тази лесно разбираема стандартизация и асоциацията, която Харис създава между ТА и неврологията на Уайлдър, дава на ТА степен на достоверност, която не е обременена от по-ранните абстрактни модели, като този на Зигмунд Фройд.

### Моделът на Его – състоянията Родител, Възрастен, Дете (Р-В-Д)
След като описва контекста на убеждението си за значимостта на TA, Харис описва ТА, започвайки от наблюдението, че психологическото състояние на човек се променя в отговор на различни ситуации. Въпросът е, заради какво и в какво се променя? Харис отговаря на въпроса, чрез опростено въведение в TA, обяснявайки предположението на Берн, според което съществуват три състояния, в които човек може да премине: на Родител, Възрастен или Дете.
Харис описва психическото състояние, наречено Родител, по аналогия, като „колекция от записи“ на външни влияния, които детето е наблюдавало възрастните да правят и казват. Записът представлява дълъг списък от правила и предупреждения, които се очаква да се приемат безпрекословно от детето, относно това какъв е светът. Много от тези правила (Например: „Никога не пресичай на зелено“) са полезни и са валидни през целия живот, други („Предбрачният секс е грешен.“ или „Никога не вярвай на полицаи.“) са твърдения, които могат да бъдат по-малко полезни.
Успоредно с тези Родителски записи, Его – състояние Дете се състои от вътрешен запас на информация, относно това как детето е почувствало живота си, когато е било малко. Харис приравнява тези записи с възобновяването на ярки преживявания, до които Уайлдър Пенфийлд довежда пациентите, чрез стимулиране на мозъците им. Той предполага, че когато като възрастен индивид някой се почувства обезкуражен, то усещането е същото, както и в детството, спомени запаметени от детството, но повторното им изживяване може вече да не е от значение или да не е полезно за живота му.
Според Харис, хората започват да развиват трето психично състояние, а именно Его – състояние Възрастен, от периода, в който децата прохождат и започват да постигат някакво ниво на контрол върху заобикалящата ги среда. Вместо да научават идеите директно от родителите в Его – състояние Родител или изпитвайки проста емоция в Его – състояние Дете, децата започват да проучват и разглеждат света според своите собствени мнения. Те тестват твърденията на Его – състояние Родител и Его – състояние Дете и преценяват дали да ги актуализират или да се научат да ги потискат. Така Его – състоянието Възрастен, вътре в нас, се развива с течение на времето, но той е много крехък и може лесно да бъде претоварен при стресови ситуации. Неговата сила се тества също при конфликт между опростенческите идеи в Его – състояние Родител и реалността. Харис твърди, че понякога е по-безопасно за човек да повярва на лъжата, отколкото да приеме фактите пред себе си. Това се нарича Заразяване (контаминация) на Его – състояние Възрастен.

### Четири жизнени позиции
Фразата „Аз съм добър – Ти си добър“, всъщност е една от четирите „жизнени позиции“, които всеки от нас може да възприеме, а именно:
1. АЗ НЕ СЪМ ДОБЪР – ТИ СИ ДОБЪР
2. АЗ НЕ СЪМ ДОБЪР – ТИ НЕ СИ ДОБЪР
3. АЗ СЪМ ДОБЪР – ТИ НЕ СИ ДОБЪР
4. АЗ СЪМ ДОБЪР – ТИ СИ ДОБЪР

Най-общата позиция е Аз не съм добър – Ти си добър. Като деца, ние виждаме, че възрастните са големи, силни и компетентни, а ние сме малки, слаби и често правим грешки. Така стигаме до заключението, че ние не сме добри, а другите са добри или това е първата жизнена позиция. Деца, с които е злоупотребявано може да заключат, че не са добри, но и другите не са добри (втора жизнена позиция) или че са добри, но другите не са добри (трета жизнена позиция, формираща се по-рядко). Акцентът на книгата е да помогне на хората, чрез практически примери, да разберат как тяхната жизнена позиция влияе върху общуването (транзакции) и върху отношенията им.
Книгата Аз съм добър, Ти си добър продължава, като предоставя практически съвети, за декодиране на физически и вербални следи, които се изискват за анализиране на транзакциите. Например, Харис предлага отличителни знаци, показващи че човек е в състояние на Его – състояние Родител. Те могат да включват използването на оценъчни думи, които предполагат преценка въз основа на автоматична, аксиоматична и архаична ценностна система: думи като „глупав, палав, абсурден, отвратителен, трябва или е трябвало“ (въпреки че последните може да се използва и в състояние на Его – състояние Възрастен).
Харис въвежда схематично представяне на два типа комуникация между отделните индивиди: допълващи транзакции, които могат да продължат неопределено време и пресечени транзакции, които предизвикват спиране на комуникацията (а често и спор). Харис показва, че пресечените транзакции са проблематични, защото те „спират“ Его – състоянието Дете на един от участниците, което води до негативни чувства. Харис показва, че осъзнаването на тази възможност, чрез TA, може да даде на хората избор, за това как да реагират, когато са конфронтирани в междуличностна ситуация, което ги кара да се чувстват неудобно. Той предоставя практически съвети, как да се остане в Его – състояние Възрастен, независимо от провокацията.
След наличието на описан обобщен модел на различните Его – състояния във всеки човек и транзакциите между тях, Харис описва индивидуалните различия. Той твърди, че инсайтите могат да бъдат придобити, чрез изследване на степента на заразяване (контаминиране) на индивидуалното Его – състояние Възрастен от други Его – състояния. Той обобщава замърсяването на Его – състояние Възрастен от Его – състояние Родител като „предразсъдък“, а заразяването му от Его – състояние Дете като „заблуда“. Един здрав индивид е способен да разграничи тези състояния. И все пак Харис смята, че всеки човек, за да функционира пълноценно, се нуждае и от трите Его – състояния в психиката си. Някой, който изключва (тоест блокира) Его – състояние Дете, е невъзможно да играе и да се наслаждава на живота, докато някой, който изключва Его – състоянието Родител, може да бъде опасен за обществото (такъв човек може да се превърне в манипулативен психопат, който не изпитва срам, разкаяние, вина или свян).
С помощта на примери от своята медицинска практика, Харис идентифицира индивиди, които потискат своето Его – състояние Възрастен. Те са били психотични, ужасени и променливи между състоянието на Его – Родител, при което са били налице архаични съвети за света и сурово емоционално състояние на Его – Дете, което прави тези индивиди неличими чрез терапия. За такива случаи, Харис одобрява медикаментозно лечение или електроконвулсивна терапия, като начин за временно нарушаване функционирането на смущаващите Его – състояния, което позволява „повторното пускане“ на Его – състояние Възрастен чрез терапия. Харис докладва за подобен подход при лечението на маникална депресия.
Втората половина на книгата започва с кратко описание на шестте начина, чрез които практикуващите ТА разпознават индивидите, използвайки структурирано времето, за да направят живота си да изглежда смислено. Харис продължава, предлагайки практически казуси показващи приложенията на TA в брака и отглеждането на деца и юноши. Този раздел на „Аз съм добър, Ти си добър“, включва описанията за това кога ТА може да бъде от значение за живота на индивида и как, и от кого зависи това. Той прокарва идеята, че TA не е просто метод за специалисти, но може да бъде споделен и употребяван от много хора.
След описването на толкова структуриран метод за справяне с предизвикателствата на човешката психология, в последните две глави на книгата се обсъжда въпросът за подобряване на морала и обществото. По-конкретно, питай той, ако не се поддаваме на доминацията на Его – състояние Родител, как ще може индивидът, чрез ТА да разбере как „трябва“ да живее живота си? Тръгвайки от аксиоматичното твърдение „Аз съм добър – Ти си добър“, той признава, че приемането му като основна ценност, повдига философски дилеми, както проблемът за злото повдига подобни за вярващите в един справедлив и всемогъщ Бог.
Харис продължава да изследва аспектите на Християнството във връзка с ТА и си задава по-общи въпроси за естеството на религията.
Последната глава на „Аз съм добър, Ти си добър“ се отнася до съвременните социални въпроси, към момента на писане, включително Студената война, войната във Виетнам и съвременното противоречиво изследване на индивидуалната отговорност спрямо авторитета, изследвана от психолога Стенли Милграм. Харис прилага TA към тези въпроси и завършва книгата си с надеждата, че хората скоро ще достигнат до зрелостта да водят диалог на ниво Его – състояние Възрастен с Его – състояние Възрастен, вместо провеждането на диалози в архаични Его – състояния на Родител или Дете, които той вижда като основна причина за появата на дисхармония и дори войни.

## Издания
За първи път, книгата е публикувана в Съединените щати от издателство „Харпър и Рол“ (Harper & Row), след което е преиздадена като „Аз съм добър, Ти си добър“ (ISBN 0-380-00772-X). В Обединеното кралство е публикувана за първи път през 1970 от издателство „Джонатън Кейп“ (Jonathan Cape) със заглавието „Книга за избора“. Тя все още е в печат и се издава от Харпър Колинс. В България е издадена за първи път през 1991 година от издателство „Наука и изкуство“.

## Критики
Вече са изминали няколко десетилетия от публикуването на книгата на Харис – „Аз съм добър, Ти си добър“, така че е неизбежно да има някои културни препратки, които за времето на първата публикация са били актуални, но за съвременните читатели, които не помнят 1960 година, те са остарели и по-малко достъпни. На някои места в книгата има и американско – центрирани възгледи за света. Накрая, оптимистичната прогноза на Харис за TA като почти универсална панацея не е реализирана (панацеята може да е била неговият опит да намери подходящ завършек за книгата си).
Работата на Уайлдър Пенфийлд относно човешката памет, която има пряка връзка с неврологията, е причината Харис да гласува такова доверие на ТА. Оказва се обаче, че тя не е лесно повтаряема.
Твърдението на Харис, че всички деца приемат жизнената позиция „Аз не съм добър -Ти си добър“ е оспорено от приятеля му Ерик Берн, създателят на TA, който вярва, че естественото състояние на детето е чувството на „Аз съм добър – Ти си добър“.
Срещу тези критики може да се каже, че тази книга не е предназначена като академично или теоретично въведение в Транзакционния анализ. Също така не е и опит за справяне със задълбочени теми в психопатологията. По-скоро, Харис подчертава, че неговата амбиция е да предложи научно – популярна интерпретация на TA.

## Външни Препратки
- Dr. Eric Berne
- Information on Dr. Thomas A. Harris and I'm OK – You're OK

|  | Тази страница частично или изцяло представлява превод на страницата I'm OK, You're OK в Уикипедия на английски. Оригиналният текст, както и този превод, са защитени от Лиценза „Криейтив Комънс – Признание – Споделяне на споделеното“, а за съдържание, създадено преди юни 2009 година – от Лиценза за свободна документация на ГНУ. Прегледайте историята на редакциите на оригиналната страница, както и на преводната страница, за да видите списъка на съавторите. ВАЖНО: Този шаблон се отнася единствено до авторските права върху съдържанието на статията. Добавянето му не отменя изискването да се посочват конкретни източници на твърденията, които да бъдат благонадеждни. |